# Coupe des États-Unis de soccer 2003
Navigation
Lamar Hunt U.S. Open Cup 2002 Lamar Hunt U.S. Open Cup 2004
La Coupe des États-Unis de soccer 2003 est la 90e édition de la Lamar Hunt US Open Cup, la plus ancienne des compétitions dans le soccer américain. C'est un système à élimination directe mettant aux prises des clubs de soccer amateurs, semi-pros et professionnels affiliés à la Fédération des États-Unis de soccer, qui l'organise conjointement avec les ligues locales.
La finale se tient le 15 octobre 2003, après six autres tours à élimination directe dans la phase finale mettant aux prises des clubs amateurs et professionnels. Les Seattle Sounders et les Wilmington Hammerheads sont les seules équipes à triompher contre une franchise de MLS. Le vainqueur, le Chicago Fire, remporte ainsi son troisième trophée dans cette compétition, après les éditions 1998 et 2000.

## Calendrier
| Tour                                                | Nom              | Dates retenues           | Équipes participantes | Équipes gagnantes |
| Entrée de 4 équipes de PDL et 4 équipes de USASA    |                  |                          |                       |                   |
| 1                                                   | Premier tour     | 4-5-7 juin               | 8                     | 4                 |
| Entrée de 6 équipes de PSL et 2 équipes de PDL      |                  |                          |                       |                   |
| 2                                                   | Deuxième tour    | 24-5 juin-10 juillet     | 10                    | 6                 |
| Entrée de 6 équipes de A-League et 2 équipes de MLS |                  |                          |                       |                   |
| 3                                                   | Troisième tour   | 16-23 juillet            | 16                    | 8                 |
| Entrée de 8 équipes de MLS                          |                  |                          |                       |                   |
| 4                                                   | Quatrième tour   | 5-6 août                 | 16                    | 8                 |
| 5                                                   | Quarts de finale | 27 août                  | 8                     | 4                 |
| 6                                                   | Demi-finales     | 23 septembre-1er octobre | 4                     | 2                 |
| 7                                                   | Finale           | 15 octobre               | 2                     | 1                 |

## Participants
| Entre au premier tour | Entre au deuxième tour                         | Entre au deuxième tour | Entre au troisième tour | Entre au troisième tour          | Entre au quatrième tour |
| PDL/USASA 4 équipes/4 équipes | PDL/PSL 2 équipes/6 équipes                    | PDL/PSL 2 équipes/6 équipes | A-League/MLS 8 équipes/2 équipes | A-League/MLS 8 équipes/2 équipes | MLS 8 équipes |
| Premier Development League - Chesapeake Dragons - Fresno Fuego - Des Moines Menace - Raleigh CASL Elite USASA - Bavarian SC - Bridgeport Italians - Chico Rooks - DS United | PDL - Mid Michigan Bucks - Bradenton Academics | Pro Soccer League - Carolina Dynamo - Long Island Rough Riders - New Hampshire Phantoms - Reading Rage - Utah Blitzz - Wilmington Hammerheads | A-League - Atlanta Silverbacks - El Paso Patriots - Milwaukee Wave United - Minnesota Thunder - Pittsburgh Riverhounds - Rochester Raging Rhinos - Seattle Sounders - Virginia Beach Mariners | MLS - DC United - MetroStars     | Major League Soccer - Chicago Fire - Colorado Rapids - Columbus Crew - Dallas Burn - Kansas City Wizards - Los Angeles Galaxy - New England Revolution - San Jose Earthquakes |

Légende :

Major League Soccer (MLS) : Championnat de première division.

A-League : Championnat de deuxième division.

Pro Soccer League : Championnat de troisième division organisé par la United Soccer Leagues (USL).

Premier Development League (PDL) : Championnat de quatrième division organisé par la United Soccer Leagues (USL).

United States Adult Soccer Association (USASA) : Organisateur des championnats de divisions inférieures.

### Participants de la MLS
| Rang | Équipe                               | Pts | J  | G  | N | P  | Bp | Bc | Diff |
| ---- | ------------------------------------ | --- | -- | -- | - | -- | -- | -- | ---- |
| 1    | Galaxy de Los Angeles                | 51  | 28 | 16 | 3 | 9  | 44 | 33 | +11  |
| 2    | Earthquakes de San José T            | 45  | 28 | 14 | 3 | 11 | 45 | 35 | +10  |
| 3    | Burn de Dallas                       | 43  | 28 | 12 | 7 | 9  | 44 | 43 | +1   |
| 4    | Rapids du Colorado                   | 43  | 28 | 13 | 4 | 11 | 43 | 48 | -5   |
| 5    | Revolution de la Nouvelle-Angleterre | 38  | 28 | 12 | 2 | 14 | 49 | 49 | 0    |
| 6    | Crew de Columbus C                   | 38  | 28 | 11 | 5 | 12 | 44 | 43 | +1   |
| 7    | Fire de Chicago                      | 37  | 28 | 11 | 4 | 13 | 43 | 38 | +5   |
| 8    | Wizards de Kansas City               | 36  | 28 | 9  | 9 | 10 | 37 | 45 | -8   |
| 9    | MetroStars                           | 35  | 28 | 11 | 2 | 15 | 41 | 47 | -6   |
| 10   | D.C. United                          | 32  | 28 | 9  | 5 | 14 | 31 | 40 | -9   |

- MLS Supporters' Shield, qualifications en séries éliminatoires, pour la Coupe des champions de la CONCACAF 2003 et pour le quatrième tour de la Coupe des États-Unis de soccer 2003
- Franchise qualifiée pour les séries éliminatoires et le quatrième tour de la Coupe des États-Unis de soccer 2003
- Franchise non qualifiée pour les séries éliminatoires et qualification pour le troisième tour de la Coupe des États-Unis de soccer 2003

T : Tenant du titre

C : Vainqueur de la Coupe des États-Unis de soccer 2002 et qualification pour la Coupe des champions de la CONCACAF 2003

## Résultats

### Premier tour
| Date     | Division | Club                | Score       | Club                | Division |
| -------- | -------- | ------------------- | ----------- | ------------------- | -------- |
| 4 juin   | (PDL)    | Chesapeake Dragons  | 0-1         | Bridgeport Italians | (USASA)  |
| Non joué | (USASA)  | Bridgeport Italians | 0-2 Forfait | Chesapeake Dragons  | (PDL)    |
| 4 juin   | (PDL)    | Fresno Fuego        | 1-0         | Chico Rooks         | (USASA)  |
| 5 juin   | (PDL)    | Des Moines Menace   | 1-2 b.e.o.  | Bavarian SC         | (USASA)  |
| 7 juin   | (PDL)    | Raleigh CASL Elite  | 4-1         | DS United           | (USASA)  |

### Deuxième tour
| Date       | Division | Club                   | Score      | Club                     | Division |
| ---------- | -------- | ---------------------- | ---------- | ------------------------ | -------- |
| 24 juin    | (USASA)  | Bavarian SC            | 1-0        | Reading Rage             | (PSL)    |
| 25 juin    | (PDL)    | Mid Michigan Bucks     | 2-1        | Long Island Rough Riders | (PSL)    |
| 25 juin    | (PSL)    | Wilmington Hammerheads | 2-1 b.e.o. | Bradenton Academics      | (PDL)    |
| 25 juin    | (PDL)    | Fresno Fuego           | 4-0        | Utah Blitzz              | (PSL)    |
| 25 juin    | (PSL)    | Carolina Dynamo        | 2-1        | Raleigh CASL Elite       | (PDL)    |
| 25 juin    | (PSL)    | New Hampshire Phantoms | Annulé     | Bridgeport Italians      | (USASA)  |
| 10 juillet | (PDL)    | New Hampshire Phantoms | 3-2 b.e.o. | Chesapeake Dragons       | (USASA)  |

### Troisième tour
Lors de ce troisième tour, les équipes de MLS classées aux deux derniers rangs lors de la saison régulière 2002 entrent en compétition.
| Date       | Division   | Club                    | Score | Club                   | Division   |
| ---------- | ---------- | ----------------------- | ----- | ---------------------- | ---------- |
| 16 juillet | (PDL)      | Mid Michigan Bucks      | 0-4   | MetroStars             | (MLS)      |
| 16 juillet | (A-League) | Rochester Raging Rhinos | 4-1   | New Hampshire Phantoms | (PSL)      |
| 16 juillet | (PSL)      | Wilmington Hammerheads  | 2-1   | Atlanta Silverbacks    | (A-League) |
| 16 juillet | (MLS)      | DC United               | 2-1   | Pittsburgh Riverhounds | (A-League) |
| 16 juillet | (A-League) | Virginia Beach Mariners | 5-0   | Carolina Dynamo        | (PDL)      |
| 16 juillet | (A-League) | Minnesota Thunder       | 0-1   | Seattle Sounders       | (MLS)      |
| 16 juillet | (A-League) | El Paso Patriots        | 2-5   | Fresno Fuego           | (PDL)      |
| 23 juillet | (A-League) | Milwaukee Wave United   | 4-1   | Bavarian SC            | (USASA)    |

### Quatrième tour
| Date   | Division   | Club                    | Score      | Club                    | Division   |
| ------ | ---------- | ----------------------- | ---------- | ----------------------- | ---------- |
| 5 août | (A-League) | Seattle Sounders        | 1-0        | San Jose Earthquakes    | (MLS)      |
| 6 août | (MLS)      | Columbus Crew           | 3-4        | MetroStars              | (MLS)      |
| 6 août | (MLS)      | New England Revolution  | 2-1        | Rochester Raging Rhinos | (A-League) |
| 6 août | (PSL)      | Wilmington Hammerheads  | 4-1        | Dallas Burn             | (MLS)      |
| 6 août | (A-League) | Virginia Beach Mariners | 0-1 b.e.o. | DC United               | (MLS)      |
| 6 août | (A-League) | Milwaukee Wave United   | 1-4        | Chicago Fire            | (MLS)      |
| 6 août | (MLS)      | Colorado Rapids         | 3-2        | Kansas City Wizards     | (MLS)      |
| 6 août | (MLS)      | Los Angeles Galaxy      | 3-1        | Fresno Fuego            | (PDL)      |

### Quarts de finale
| 27 août 2003 | MetroStars                | 2 – 1 b.e.o. | New England Revolution |                                                                                   |                                                                                   |
|              | Mathis 29e · Guevara 116e |              | 45e Heaps              | Yurcak Field, Piscataway, New Jersey Spectateurs : 3 853 Arbitrage : Roni Canales | Yurcak Field, Piscataway, New Jersey Spectateurs : 3 853 Arbitrage : Roni Canales |
|              | Rapport                   |              |                        | Yurcak Field, Piscataway, New Jersey Spectateurs : 3 853 Arbitrage : Roni Canales | Yurcak Field, Piscataway, New Jersey Spectateurs : 3 853 Arbitrage : Roni Canales |

| 27 août 2003 | Wilmington Hammerheads | 0 - 1 | DC United    |                                                                                          |                                                                                          |
|              |                        |       | 30e Cerritos | Legion Field, Wilmington, Caroline du Nord Spectateurs : 5 026 Arbitrage : Gus St. Silva | Legion Field, Wilmington, Caroline du Nord Spectateurs : 5 026 Arbitrage : Gus St. Silva |
|              | Rapport                |       |              | Legion Field, Wilmington, Caroline du Nord Spectateurs : 5 026 Arbitrage : Gus St. Silva | Legion Field, Wilmington, Caroline du Nord Spectateurs : 5 026 Arbitrage : Gus St. Silva |

| 27 août 2003 | Chicago Fire                   | 2 – 1 | Colorado Rapids |                                                                                        |                                                                                        |
|              | Beasley 44e · Fraser 53e (csc) |       | 36e Spencer     | Cardinal Stadium, Naperville, Illinois Spectateurs : 5 156 Arbitrage : Michael Kennedy | Cardinal Stadium, Naperville, Illinois Spectateurs : 5 156 Arbitrage : Michael Kennedy |
|              | Rapport                        |       |                 | Cardinal Stadium, Naperville, Illinois Spectateurs : 5 156 Arbitrage : Michael Kennedy | Cardinal Stadium, Naperville, Illinois Spectateurs : 5 156 Arbitrage : Michael Kennedy |

| 27 août 2003 | Seattle Sounders | 1 - 5 | Los Angeles Galaxy                          |                                                                                     |                                                                                     |
|              | Farrell 70e      |       | 3e 87e 90e Ruiz · 39e Martínez · 67e Moreno | Seahawks Stadium, Seattle, Washington Spectateurs : 7 542 Arbitrage : Jesse Johnson | Seahawks Stadium, Seattle, Washington Spectateurs : 7 542 Arbitrage : Jesse Johnson |
|              | Rapport          |       |                                             | Seahawks Stadium, Seattle, Washington Spectateurs : 7 542 Arbitrage : Jesse Johnson | Seahawks Stadium, Seattle, Washington Spectateurs : 7 542 Arbitrage : Jesse Johnson |

### Demi-finale
| 23 septembre 2003 | Chicago Fire                        | 3 – 2 | Los Angeles Galaxy      |                                                                                      |                                                                                      |
|                   | Beasley 55e · Ralph 63e · Razov 69e |       | 73e Moreno · 75e Torres | Cardinal Stadium, Naperville, Illinois Spectateurs : 5 327 Arbitrage : Gus St. Silva | Cardinal Stadium, Naperville, Illinois Spectateurs : 5 327 Arbitrage : Gus St. Silva |
|                   | Rapport                             |       |                         | Cardinal Stadium, Naperville, Illinois Spectateurs : 5 327 Arbitrage : Gus St. Silva | Cardinal Stadium, Naperville, Illinois Spectateurs : 5 327 Arbitrage : Gus St. Silva |

| 1er octobre 2003 | MetroStars                     | 3 – 2 | DC United                 |                                                                                  |                                                                                  |
|                  | Guevara 20e 43e · Wolyniec 88e |       | 18e Ivanov · 76e Cerritos | Yurcak Field, Piscataway, New Jersey Spectateurs : 5 183 Arbitrage : Kevin Stott | Yurcak Field, Piscataway, New Jersey Spectateurs : 5 183 Arbitrage : Kevin Stott |
|                  | Rapport                        |       |                           | Yurcak Field, Piscataway, New Jersey Spectateurs : 5 183 Arbitrage : Kevin Stott | Yurcak Field, Piscataway, New Jersey Spectateurs : 5 183 Arbitrage : Kevin Stott |

### Finale
| 15 octobre 2003 | MetroStars | 0 – 1 | Chicago Fire |                                                                                         |                                                                                         |
|                 |            |       | 68e Ralph    | Giants Stadium, East Rutherford, New Jersey Spectateurs : 5 183 Arbitrage : Kevin Stott | Giants Stadium, East Rutherford, New Jersey Spectateurs : 5 183 Arbitrage : Kevin Stott |
|                 | Rapport    |       |              | Giants Stadium, East Rutherford, New Jersey Spectateurs : 5 183 Arbitrage : Kevin Stott | Giants Stadium, East Rutherford, New Jersey Spectateurs : 5 183 Arbitrage : Kevin Stott |

| Vainqueur de l'US Open Cup 2003 Chicago Fire 3e titre |

## Tableau final
|  | Quarts de finale       | Quarts de finale                                 |              |   | Demi-finales                               | Demi-finales                               |  |  | Finale                                           | Finale                                           |
|  | Quarts de finale       | Quarts de finale                                 |              |   | Demi-finales                               | Demi-finales                               |  |  | Finale                                           | Finale                                           |
|  |                        |                                                  |              |   |                                            |                                            |  |  |                                                  |                                                  |
|  | 27 août 2003           | 27 août 2003                                     |              |   | 1er octobre 2003, Yurcak Field, Piscataway | 1er octobre 2003, Yurcak Field, Piscataway |  |  | 15 octobre 2003, Giants Stadium, East Rutherford | 15 octobre 2003, Giants Stadium, East Rutherford |
|  | 27 août 2003           | 27 août 2003                                     |              |   | 1er octobre 2003, Yurcak Field, Piscataway | 1er octobre 2003, Yurcak Field, Piscataway |  |  | 15 octobre 2003, Giants Stadium, East Rutherford | 15 octobre 2003, Giants Stadium, East Rutherford |
|  | MetroStars             | 2 beo                                            |              |   | 1er octobre 2003, Yurcak Field, Piscataway | 1er octobre 2003, Yurcak Field, Piscataway |  |  | 15 octobre 2003, Giants Stadium, East Rutherford | 15 octobre 2003, Giants Stadium, East Rutherford |
|  | MetroStars             | 2 beo                                            |              |   | 1er octobre 2003, Yurcak Field, Piscataway | 1er octobre 2003, Yurcak Field, Piscataway |  |  | 15 octobre 2003, Giants Stadium, East Rutherford | 15 octobre 2003, Giants Stadium, East Rutherford |
|  | New England Revolution | 1                                                |              |   | 1er octobre 2003, Yurcak Field, Piscataway | 1er octobre 2003, Yurcak Field, Piscataway |  |  | 15 octobre 2003, Giants Stadium, East Rutherford | 15 octobre 2003, Giants Stadium, East Rutherford |
|  | New England Revolution | 1                                                | MetroStars   | 3 |                                            |                                            |  |  | 15 octobre 2003, Giants Stadium, East Rutherford | 15 octobre 2003, Giants Stadium, East Rutherford |
|  | 27 août 2003           |                                                  | MetroStars   | 3 |                                            |                                            |  |  | 15 octobre 2003, Giants Stadium, East Rutherford | 15 octobre 2003, Giants Stadium, East Rutherford |
|  |                        | DC United                                        | 2            |   |                                            |                                            |  |  | 15 octobre 2003, Giants Stadium, East Rutherford | 15 octobre 2003, Giants Stadium, East Rutherford |
|  | Wilmington Hammerheads | DC United                                        | 2            | 0 |                                            |                                            |  |  | 15 octobre 2003, Giants Stadium, East Rutherford | 15 octobre 2003, Giants Stadium, East Rutherford |
|  | Wilmington Hammerheads |                                                  |              | 0 |                                            |                                            |  |  | 15 octobre 2003, Giants Stadium, East Rutherford | 15 octobre 2003, Giants Stadium, East Rutherford |
|  | DC United              | 1                                                |              |   |                                            |                                            |  |  | 15 octobre 2003, Giants Stadium, East Rutherford | 15 octobre 2003, Giants Stadium, East Rutherford |
|  | DC United              | 1                                                | MetroStars   | 0 |                                            |                                            |  |  |                                                  |                                                  |
|  | 27 août 2003           |                                                  | MetroStars   | 0 |                                            |                                            |  |  |                                                  |                                                  |
|  |                        | Chicago Fire                                     | 1            |   |                                            |                                            |  |  |                                                  |                                                  |
|  | Chicago Fire           | Chicago Fire                                     | 1            | 2 |                                            |                                            |  |  |                                                  |                                                  |
|  | Chicago Fire           | 23 septembre 2003, Cardinal Stadium, Napierville |              | 2 |                                            |                                            |  |  |                                                  |                                                  |
|  | Colorado Rapids        | 1                                                |              |   |                                            |                                            |  |  |                                                  |                                                  |
|  | Colorado Rapids        | 1                                                | Chicago Fire | 3 |                                            |                                            |  |  |                                                  |                                                  |
|  | 27 août 2003           |                                                  | Chicago Fire | 3 |                                            |                                            |  |  |                                                  |                                                  |
|  |                        | Los Angeles Galaxy                               | 2            |   |                                            |                                            |  |  |                                                  |                                                  |
|  | Seattle Sounders       | Los Angeles Galaxy                               | 2            | 1 |                                            |                                            |  |  |                                                  |                                                  |
|  | Seattle Sounders       |                                                  |              | 1 |                                            |                                            |  |  |                                                  |                                                  |
|  | Los Angeles Galaxy     | 5                                                |              |   |                                            |                                            |  |  |                                                  |                                                  |
|  | Los Angeles Galaxy     | 5                                                |              |   |                                            |                                            |  |  |                                                  |                                                  |

### Nombre d'équipes par division et par tour
| Divisions / Manches       | Premier tour  | Deuxième tour | Troisième tour | Quatrième tour | Quarts de finale | Demi- finales | Finale |
| ------------------------- | ------------- | ------------- | -------------- | -------------- | ---------------- | ------------- | ------ |
| MLS (D1) 10 équipes       | non présentes | non présentes | 2 présentes    | 10             | 6                | 4             | 2      |
| A-League (D2) 8 équipes   | non présentes | non présentes | 8              | 4              | 1                | Aucune        | Aucune |
| PSL (D3) 6 équipes        | non présentes | 6             | 2              | 1              | 1                | Aucune        | Aucune |
| PDL (D4) 6 équipes        | 4 présentes   | 5             | 3              | 1              | Aucune           | Aucune        | Aucune |
| USASA (D5 à D9) 4 équipes | 4             | 1             | 1              | Aucune         | Aucune           | Aucune        | Aucune |
| Total                     | 8             | 12            | 16             | 16             | 8                | 4             | 2      |